# 卡尼拉伊
卡尼拉伊是西非國家岡比亞的村落，由西部區負責管轄，位於該國南部，毗鄰塞內加爾，是前任總統葉海亞·賈梅的出生地，市內有動物園，居民主要信奉伊斯蘭教，2010年人口約836。

## 外部連結
- Sindola Lodge （页面存档备份，存于）
- Gambia News

13°11′N 16°01′W / 13.183°N 16.017°W